# Akrosida
Akrosida ist eine Gattung in der Tribus Malveae der Pflanzenfamilie Malvaceae.

## Spezies
Die Gattung besteht seit 2010 aus zwei Arten:
- Akrosida floribunda – endemisch in der Dominikanischen Republik.
- Akrosida macrophylla – endemisch in Brasilien.

Beide Arten sind nur sehr begrenzt verbreitet.